# Barrel of Butter
Barrel of Butter (in italiano: Barile di burro), in passato conosciuta come Carlin Skerry, è uno scoglio situato a Scapa Flow, nelle Isole Orcadi in Scozia.

## Geografia e geologia
La roccia è costituita da Old Red Sandstone del periodo Devoniano; su di essa non si trova terreno.
Situato a Scapa Flow, tra Mainland e Cava, lo scoglio ha una sezione permanentemente posta sopra il livello del mare. Si trova a nord-est di Cava, a sud di Orphir e a nord di Flotta.

## Storia
In passato conosciuta come Carlin Skerry, la roccia ottenne il suo strano nome non per la forma o per la posizione, come avviene nella maggior parte dei casi, ma dall'affitto annuale pagato dai resident di Orphir. In cambio di un barile di burro all'anno, essi ottenevano il permesso dal laird locale a cacciare le foche presenti sullo scoglio.
Il 21 giugno 1919, nelle acque comprese tra il Barrel of Butter e Cava, furono affondate molte navi tedesche, inclusa la SMS Bayern, la SMS Markgraf, la SMS Cöln, la SMS Dresden e la SMS König; alcune di queste sono ancora popolari tra i subacquei.